# Koczowo (Bułgaria)
Koczowo (bułg. Кочово) – wieś w Bułgarii, w obwodzie Szumen, w gminie Weliki Presław. W 2024 roku liczyła 726 mieszkańców.